# Famille d'Esparbès de Lussan
 (août 2013).
Si vous disposez d'ouvrages ou d'articles de référence ou si vous connaissez des sites web de qualité traitant du thème abordé ici, merci de compléter l'article en donnant les références utiles à sa vérifiabilité et en les liant à la section « Notes et références ».
La famille d’Esparbès de Lussan est une ancienne famille noble éteinte originaire de Gascogne (Armagnac) dont le nom est mentionné dans un certain nombre de chartes des XIIe, XIIIe et XIVe siècles. 
Famille de la noblesse d'épée, elle a donné des hommes de guerre (deux maréchaux de France, des lieutenants généraux des armées du roi, des maréchaux de camp), de grands serviteurs de la couronne (ambassadeurs, gouverneurs de province...), des évêques, et a compté dix chevaliers des ordres du roi et des chevaliers et commandeurs de l'ordre de Saint-Jean de Jérusalem.
Elle s'est également illustrée avec la salonnière et maîtresse de Louis XV Anne Thoynard de Jouy, comtesse d'Esparbès, et par Louise d'Esparbès de Lussan, comtesse de Polastron, dame du palais de Marie-Antoinette et favorite du comte d'Artois.

## Histoire
La maison d'Esparbès (Esparvez ou Esparvers) a eu pour berceau la seigneurie d'Esparbès nommée en latin Esparveriis (Éperviers), située à Monfort, à peu de distance d'Auch, dans l'ancienne vicomté de Fézensaguet et dans le canton français actuel de Mauvezin. 
Elle compte au nombre de ses premiers membres connus Géraud d'Esparbès qui, en 1150, était prieur de Saramon, et Arnaud d'Esparbès qui, le 4 mai 1162, fait une donation aux religieux de Grand Selve. 
D'autres rameaux de la famille se sont formés au cours de son histoire : les seigneurs de Feuga (éteints au XIXe siècle), les seigneurs de Brazais (éteints au XVIIe siècle), les seigneurs de Belloc (éteints au XIXe siècle).

## Personnalités
- Pierre d'Esparbès de Lussan, reçu chevalier de l'ordre de Saint-Jean de Jérusalem le 20 mai 1558, commandeur de Golfech (1577-...) et d'Argentens, procureur du trésor au grand prieuré de Toulouse de 1588 à 1594 et enfin prieur de Saint-Gilles (1602-1621)[2]
- François d'Esparbès de Lussan († 1602), seigneur de Feuga du chef de sa première épouse, gouverneur de Lectoure, de Nérac et Saint-Sever, puis gouverneur de Mezin et maître d'hôtel de la reine Marguerite de Valois
- Jean-Paul d'Esparbès de Lussan († 1616), frère du précédent, seigneur de La Serre, maréchal de camp, sénéchal d'Agenais et de Condomois, gouverneur de Blaye, capitaine de la 1re compagnie des gardes du corps du roi, chevalier du Saint-Esprit
- François d'Esparbès de Lussan († 1628), fils du précédent, vicomte d'Aubeterre du chef de sa femme, maréchal de France
- Joseph d’Esparbès de Lussan (1580-1625), cousin germain du précédent, évêque de Pamiers
- Henri Joseph Bouchard d'Esparbès de Lussan (1714-1788), marquis d'Aubeterre, ambassadeur et maréchal de France
- Jean Jacques Pierre d'Esparbès de Lussan (1720-1810), gouverneur de Saint-Domingue, époux d'Anne Thoynard de Jouy, maîtresse de Louis XV
- Louise d'Esparbès de Lussan (1764-1804), nièce du précédent, par son mariage vicomtesse puis comtesse de Polastron, dame du palais de la reine Marie-Antoinette, maîtresse du comte d'Artois.

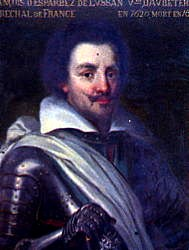
François d'Esparbès de Lussan (1571-1628), vicomte d'Aubeterre, maréchal de France
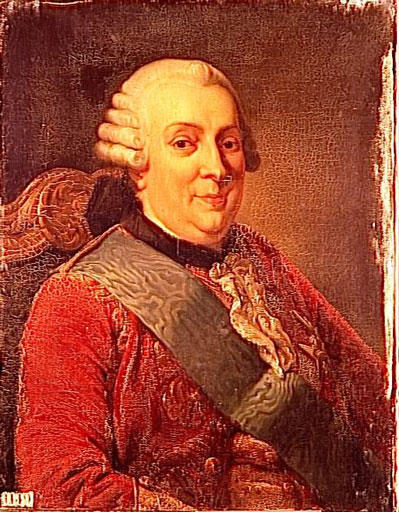
Henri Joseph Bouchard d'Esparbès de Lussan (1714-1788), marquis d'Aubeterre, maréchal de France
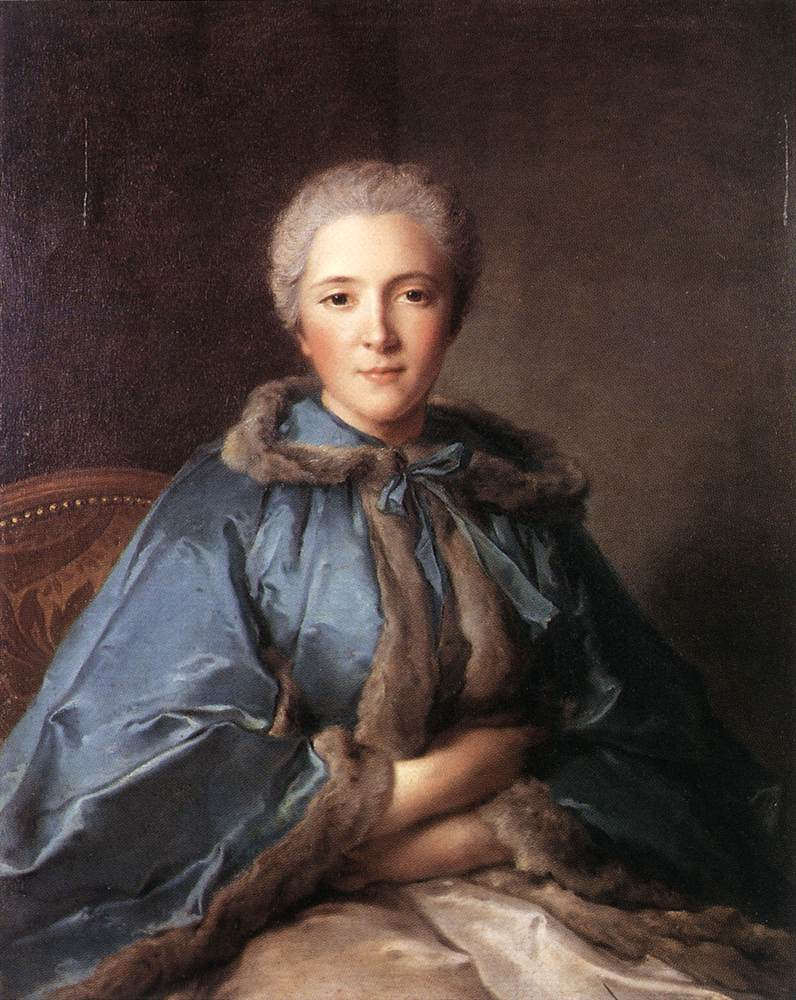
Michelle Julie Françoise Bouchard d’Esparbès de Lussan d’Aubeterre (1715–1757), comtesse de Tillières
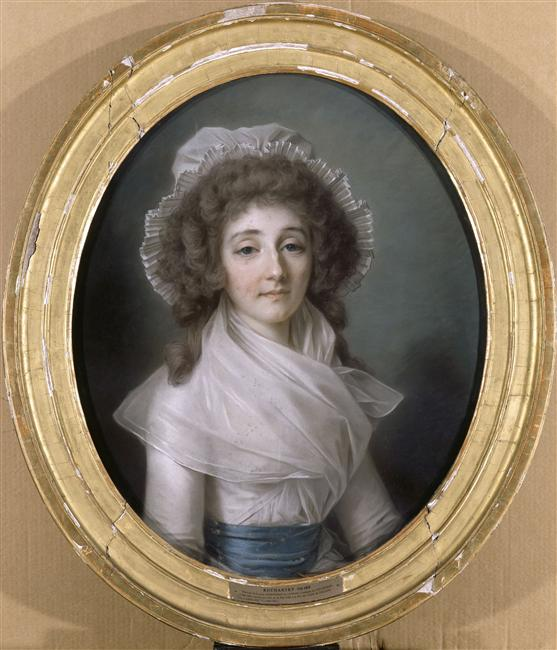
Marie Louise d’Esparbès de Lussan (1764-1804), comtesse de Polastron

Sous l'Ancien Régime, cette famille donna à la France plusieurs officiers, parmi lesquels on peut relever deux chefs de corps du régiment Royal Vaisseaux (lequel deviendra plus tard le 43e régiment d'infanterie et s’illustrera lors des batailles de Marengo et d’Iéna). Il s'agit de :
- Louis Henri Bouchard d’Esparbès de Lussan, comte d’Aubeterre et de La Serre, né le 19 août 1716, colonel, est nommé chef de corps du régiment Royal Vaisseaux le 21 février 1746. Il est tué à la bataille de Lauffeld en 1747.
- Jean Baptiste Charles Hubert Bouchard d’Esparbès de Lussan, chevalier d'Aubeterre et de Jonzac, frère cadet du précédent, né le 16 janvier 1718, colonel, nommé chef de corps du régiment d'Aubeterre le 6 mars 1743 puis du régiment Royal des Vaisseaux le 26 mai 1745. Il est tué au siège de Bruxelles en 1746.

## Possessions
Liste non exhaustives de possessions de la famille d'Esparbès de Lussan[réf. nécessaire] :
- château d'Esparbès à Beaumarchés
- château et seigneurie de Lussan
- château et seigneurie d'Aubeterre
- château de la Motte et baronnie de la Motte-Bardigues
- château de Feuga et seigneuries de Feuga et de Saint-Mézard

## Armes
Les armes de la maison d'Esparbès de Lussan sont d'argent à une fasce de gueules accompagnée de trois merlettes (alias de trois éperviers) de sable 2 et 1. On les trouve parfois accompagnées d'un chef de gueules chargé d'une croix d'argent, ou fascées de gueules et de quatre pièces d'argent, chargées de trois merlettes de sable.
La branche substituée au nom et aux armes de la maison de Bouchard d'Aubeterre portait : écartelé aux 1 et 4 de gueules à trois léopards d'or, armés et lampassés d'argent (qui est de Raymond d'Aubeterre) ; aux 2 et 3 losangé d'or et d'azur, au chef de gueules (qui est de Bouchard) ; sur le tout d'argent à la fasce de gueules, accompagnée de trois merlettes de sable (qui est d'Esparbès).

D'argent, à la fasce de gueules, accompagnée de trois éperviers de sable.[3]
D'argent, à la fasce de gueules, accompagnée de trois merlettes de sable.[4]
Écartelé aux 1 et 4, de gueules, à trois léopards d'or, armés et lampassés d'argent, l'un sur l'autre (Bouchard) ; aux 2 et 3, losangé d'or et d'azur, au chef de gueules (Raimondi d'Aubeterre) ; sur le tout d'argent, à la fasce de gueules, accompagnée de trois merlettes (alias éperviers) de sable (Esparbès de Lussan).
Armes de Henri Joseph Bouchard d'Esparbès de Lussan d'Aubeterre : Écartelé au 1, de gueules à trois léopards d'or, armés et lampassés d'argent, l'un sur l'autre (Bouchard) ; au 2, losangé d'or et d'azur, au chef de gueules (Raimondi d'Aubeterre) ; au 3, d'azur à trois tours d'argent (Pompadour) ; au 4, d'argent à une fasce de gueules ; sur le tout d'argent, à la fasce de gueules, accompagnée de trois merlettes (alias éperviers) de sable (Esparbès de Lussan).